# پورشه پانامرا

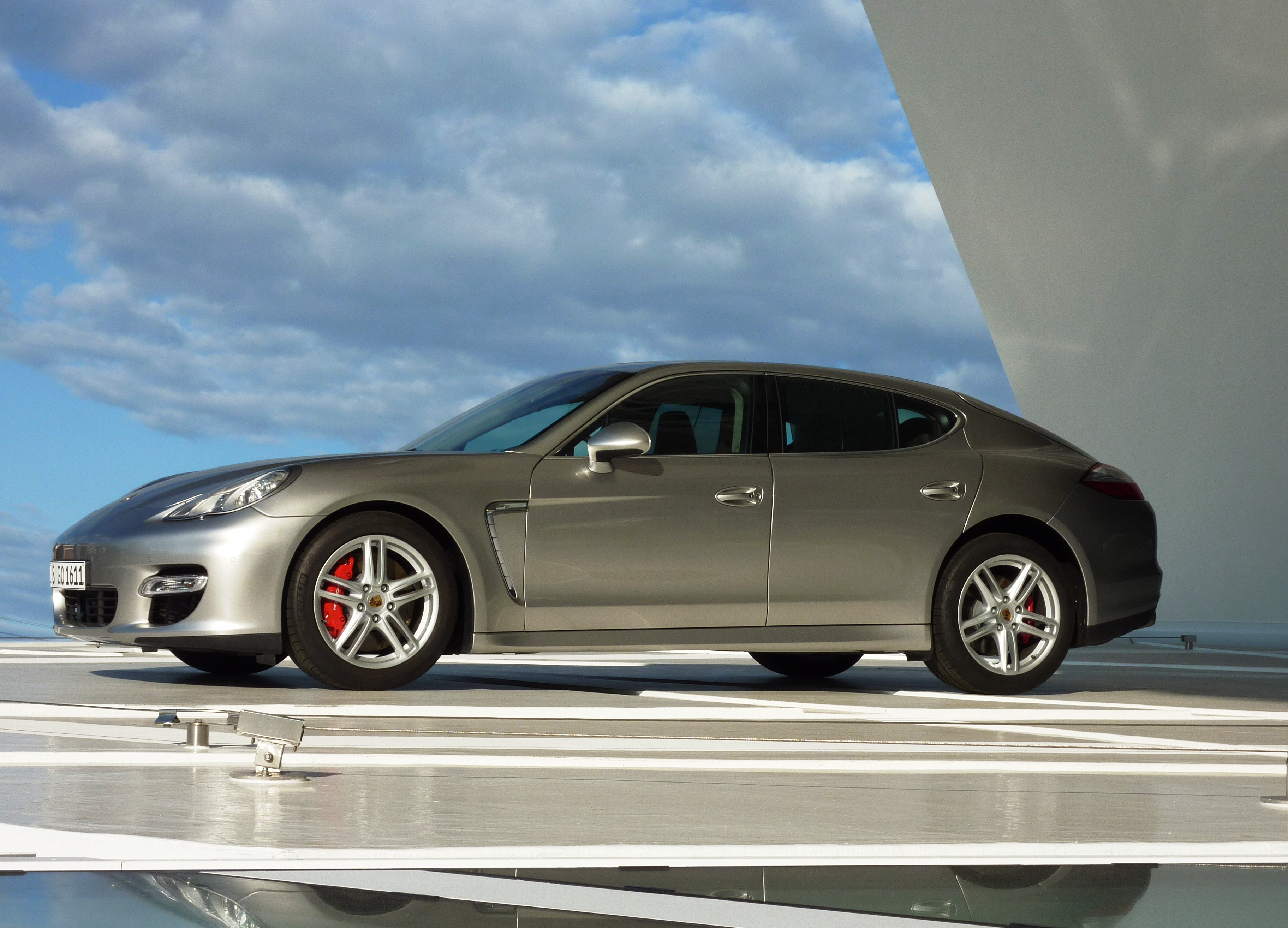
پورشه پانامرا در مقابل ساختمان جدید موزه پورشه

پورشه پانامرا با شماره مدل ۹۷۰ (به انگلیسی: Porsche Panamera) یک خودروی سدان لوکس چهارسرنشین با مشخصه‌های یک خودروی کوپه و عقب هاچ‌بک است. موتور این ماشین در جلوی آن قرار دارد و در دو نوع دیفرانسیل عقب و چهار چرخ محرک(AWD) موجود است. از پورشه پانامرا برای اولین بار در سیزدهمین نمایشگاه خودروی شانگهای در آوریل ۲۰۰۹ رونمایی شد.این خودرو اولین خودروی سدان چهار در محصول کمپانی پورشه است. . در مدل 4S این خودرو، موتور پر قدرت ۴٫۸ لیتری آن قدرتی برابر ۴۲۰ اسب بخار ایجاد می‌کند و آرایش آن به صورت هشت سیلندر است و چهار سوپاپ در هر سیلندر دارد. شتاب ۰ تا ۱۰۰ آن ۵ ثانیه است و حداکثر سرعت آن ۲۸۵ کیلومتر بر ساعت است.
این خودرو علاوه بر موتورهای بنزینی، با موتور ۶ سیلندر ۳ لیتری دیزلی در بازارهای جهانی عرضه شد اما نسخه دیزلی هرگز وارد ایران نشد.
این خودرو ۲ دفرانسیل است و ۷ دندهٔ خودکار دوکلاچه PDK دارد و سیستم تعلیق فوق‌العاده‌ای نیز دارد.
پورشه پانامرا از سال ۲۰۱۰ وارد کشور ایران شد و تا سال ۲۰۱۳ واردات آن به کشور ادامه داشت و در مدلهای ۶ سیلندر، ۴ اس (۸ سیلندر)، توربو و توربو اس (۸ سیلندر تویین توربوشارژ) با قیمت نجومی به فروش می‌رسید. در سال ۲۰۱۴ یک عدد پورشه پانامرا فیس لیفت وارد کشور شد.